# 岩下察男
岩下 察男（いわした さつお、1941年8月18日 - ）は、日本の陸上競技選手。1960年代に活躍し、1500m、3000m、5000mで日本記録を樹立した。1964年東京オリンピック代表、1962年ジャカルタアジア大会と1966年バンコクアジア大会1500m銅メダリスト。

## 来歴
宮崎県児湯郡川南村（現在の川南町）生まれ。宮崎県立高鍋農業高等学校時代に陸上競技をはじめ、インターハイ1500m走優勝の成績を残した。
中央大学に入学。箱根駅伝の中大6連覇時の中心メンバーで、2区区間賞を獲得したこともある。37回大会から40回大会まで4年間1度も欠かすことなく勤勉に箱根駅伝に参加。区間賞は3度にのぼった。
大学卒業後、旭化成に入社した。1964年東京オリンピックに5000m走で出場。1962年、1966年アジア大会日本代表。800m、1500m、10000m、3000SCを中心にバラエティ豊かな走りで高度成長期の日本人たちを元気付けた。日本選手権1500mで50-52回大会に3連覇。800mは50、51回大会で連覇、48回大会は5000mで優勝。